# Historia sztuki wojennej
Historia sztuki wojennej – dział wojskowości badający rozwój form i sposobów walki zbrojnej w różnych formacjach społeczno-ekonomicznych, ze szczególnym uwzględnieniem zagadnień dotyczących rozwoju strategii, sztuki operacyjnej i taktyki. Ponadto historia sztuki wojennej formułuje prawidłowości rozwoju walki zbrojnej i współzależności między ekonomią, techniką wojskową i polityką państwa, uogólnia historyczne doświadczenia wojen i określa ich wpływ na przygotowanie i prowadzenie współczesnych działań wojennych z uwzględnieniem nowej techniki i struktur organizacyjnych sił zbrojnych.